# Wedge Tombs von Knocknagappul

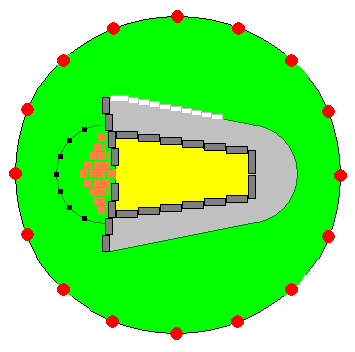
Prinzipskizze Wedge Tomb am Beispiel von Island

Die Wedge Tombs von Knocknagappul 1 und 2 liegen im Townland Knocknagappul (irisch Cnoc na gCapall, „Hügel der Pferde“) bei Cookstown im County Cork in Irland. Wedge Tombs (deutsch „Keilgräber“), früher auch „wedge-shaped gallery grave“ genannt, sind ganglose, mehrheitlich ungegliederte Megalithbauten der späten Jungsteinzeit und der frühen Bronzezeit.

## Beschreibung
Das Nordwest-Südost orientierte Wedge Tomb 1 liegt am Südwesthang eines Hügels. Die Kammer ist etwa 5,0 m lang und vorne 1,5 m breit. Sie verjüngt sich auf 0,5 m Breite an der Rückseite und hat am Eingang eine Höhe von 0,6 m. Zwei flache Decksteine bedecken die Kammer. Ein kleiner befindet sich auf der Vorderseite, der auf dem viel größeren hinteren liegt, der sich ähnlich wie bei den Wedge Tombs von Inchincurka und Keamcorravooly über das Ende des Kammer erstreckt.
Das südwestlich benachbarte Wedge Tomb 2 ist eingestürzt. Die Außenmauer ist noch deutlich erkennbar und einige Steine der Galerie stehen aufrecht, während der Deckstein flach in der Kammer liegt. Es ist etwa 3,0 m lang und 1,5 m breit, und es gibt Spuren des Cairns, der die Kammer bedeckte.

## Steinreihe
Von der etwa 3,9 m langen Steinreihe steht nur noch einer der drei Steine. Die Reihe liegt nördlich der Wedge Tombs von Knocknagappul am südöstlichen Hang eines hohen Moorhügel. Der stehende Stein ist 2,4 m hoch, während der zweite gefallene zerbrochen ist. Der dritte Stein besteht aus drei Teilen und war ursprünglich etwa 2,0 m lang. Die Reihe war wahrscheinlich Nordwest-Südost orientiert.